# 十三宗五十六派
十三宗五十六派（じゅうさんしゅうごじゅうろっぱ）とは、宗教団体法が施行される1940年（昭和15年）4月1日より前の時点における、日本の仏教の伝統的有力宗派のことである。
「十三宗」とは、それぞれの宗旨のことである。「五十六派」とは、それぞれの分派のことである。宗教学上で伝統仏教といわれる仏教の伝統宗教と定義されるのは、この五十六宗派に基づく。また、歴史教科書に書かれる鎌倉祖師たちの宗名は宗旨のことである。
ただし、法相宗、華厳宗、律宗、融通念仏宗、曹洞宗、時宗、黄檗宗は、宗派に分かれていないため、宗旨と宗派が同一である。また天台宗・浄土宗・日蓮宗のように宗派名が宗旨名と同一の場合でも、他派を従属するものではなく、本末・包括関係もない。
本項では、宗旨と宗派を区別するため、宗旨を見出し表示・強調表示とする。また、当時の名称に現名称を補足する形で記述する。

## 宗教団体法施行前
下記の「五十六派」に分類される宗派名は、宗教団体法施行以前の名称である。

### 法相宗
- 法相宗

### 華厳宗
- 華厳宗

### 律宗
- 律宗

### 天台宗
天台宗は、以下の3派。
- 天台宗
- 天台寺門宗
- 天台真盛宗

### 真言宗
真言宗は、以下の9派。
- 古義真言宗[注釈 1]
- 真言宗東寺派
- 真言宗善通寺派
- 真言宗山階派
- 真言宗醍醐派
- 真言宗泉涌寺派
- 新義真言宗豊山派 （現、真言宗豊山派）
- 新義真言宗智山派 （現、真言宗智山派）
- 真言律宗

### 融通念仏宗
- 融通念仏宗

### 浄土宗
浄土宗は、以下の4派。
- 浄土宗
- 西山浄土宗
- 浄土宗西山深草派
- 浄土宗西山禅林寺派

### 浄土真宗
浄土真宗は、以下の10派。
- 浄土真宗本願寺派
- 真宗大谷派[注釈 2]
- 真宗高田派
- 真宗佛光寺派
- 真宗興正派
- 真宗木辺派
- 真宗出雲路派
- 真宗誠照寺派
- 真宗三門徒派
- 真宗山元派

### 臨済宗
臨済宗は、以下の14派。
- 臨済宗建仁寺派
- 臨済宗東福寺派
- 臨済宗建長寺派
- 臨済宗円覚寺派
- 臨済宗南禅寺派
- 臨済宗大徳寺派
- 臨済宗向嶽寺派
- 臨済宗妙心寺派
- 臨済宗天龍寺派
- 臨済宗永源寺派
- 臨済宗方広寺派
- 臨済宗相国寺派
- 臨済宗佛通寺派
- 臨済宗国泰寺派

### 曹洞宗
- 曹洞宗

### 日蓮宗
日蓮宗は、以下の9派。
- 一致派（1876年成立の各派）
  - 日蓮宗[注釈 3]
  - 日蓮宗不受不施派
  - 日蓮宗不受不施講門派 （現、不受不施日蓮講門宗）
- 勝劣五派（1876年成立の各派）
  - 顕本法華宗[注釈 4]
  - （旧）本門法華宗[注釈 5]
  - 法華宗（本成寺派）
  - 本妙法華宗（本隆寺派）[注釈 6]
  - 本門宗[注釈 7]
- その後に成立した宗派
  - 日蓮正宗 (1900年本門宗より独立[注釈 8][注釈 9])

### 時宗
- 時宗

### 黄檗宗
- 黄檗宗

## 宗教団体法施行
「宗教団体法」は、1940年4月1日に施行される。同法の施行により、宗教団体は認可制となる。「十三宗五十六派」から合同し、下記の「二十八宗派」が認可される。
- 法相宗⇒法相宗
- 華厳宗⇒華厳宗
- 律宗⇒律宗
- 天台宗・天台宗寺門派・天台真盛宗⇒天台宗
- 古義真言宗・真言宗東寺派・真言宗善通寺派・真言宗山階派・真言宗醍醐派・真言宗泉涌寺派・新義真言宗豊山派・新義真言宗智山派⇒真言宗
- 真言律宗⇒真言律宗
- 融通念仏宗⇒融通念仏宗
- 浄土宗⇒浄土宗
- 浄土宗西山光明寺派・浄土宗西山深草派・浄土宗西山禅林寺派⇒浄土宗西山派
- 臨済宗建仁寺派・臨済宗東福寺派・臨済宗建長寺派・臨済宗円覚寺派・臨済宗南禅寺派・臨済宗大徳寺派・臨済宗向嶽寺派・臨済宗妙心寺派・臨済宗天龍寺派・臨済宗永源寺派・臨済宗方広寺派・臨済宗相国寺派・臨済宗佛通寺派⇒臨済宗
- 臨済宗国泰寺派⇒臨済宗国泰寺派
- 浄土真宗本願寺派⇒浄土真宗本願寺派
- 真宗大谷派⇒真宗大谷派
- 真宗高田派⇒真宗高田派
- 真宗佛光寺派⇒真宗佛光寺派
- 真宗興正派⇒真宗興正派
- 真宗木辺派⇒真宗木辺派
- 真宗出雲路派⇒真宗出雲路派
- 真宗誠照寺派⇒真宗誠照寺派
- 真宗三門徒派⇒真宗三門徒派
- 真宗山元派⇒真宗山元派
- 曹洞宗⇒曹洞宗
- 日蓮宗・顕本法華宗・本門宗⇒日蓮宗
- （旧）本門法華宗[注釈 5]・法華宗（本成寺派）・本妙法華宗⇒法華宗
- 日蓮正宗⇒日蓮正宗
- 日蓮宗不受不施派・日蓮宗不受不施講門派⇒本化正宗
- 時宗⇒時宗
- 黄檗宗⇒黄檗宗

## 宗教法人法施行
「宗教団体法」は、1945年（昭和20年）12月28日に廃止になる。同日に「宗教法人令」が施行され、宗教団体は認可から届出に変更となる。
1951年（昭和26年）4月3日に「宗教法人法」が公布・施行され、「二十八宗派」の一部が独立・分派する。
- 真言宗高野派（現、高野山真言宗） - 1946年（昭和21年）、宗教団体法施行により合同した「真言宗」（大真言宗）より独立する。
- 真言宗御室派 - 1946年（昭和21年）に、宗教団体法施行により合同した「真言宗」（大真言宗）より独立する。
- 真言宗大覚寺派 - 1949年（昭和24年）、宗教団体法施行により合同した「真言宗」（大真言宗）より独立する。
- 日蓮宗不受不施派・不受不施日蓮講門宗 - 1946年（昭和21年）、本化正宗は2派に分かれ独立する。
- 東寺真言宗 - 1963年（昭和38年）、「真言宗東寺派」から分派・独立する。

## 補足
「十三宗五十六派」ではないが、戦後単独宗制となった聖観音宗（総本山浅草寺）は、天台宗（総称）に分類される伝統宗教として認知されているが、それは浅草寺教団が幕末期以前に観音を本尊とする教団として成立していたからである。
逆に本門仏立宗が新宗教の魁けとされるのは、幕末期に教団が設立され、1869年（明治2年）に本門仏立宗の宗祖日扇が廃寺となった宥清寺を入手したことによる。